# Tom Clancy’s Splinter Cell: Blacklist
Tom Clancy’s Splinter Cell: Blacklist ist der siebte Teil der Stealth-Spielreihe Splinter Cell, der im September 2013 für Windows, PlayStation 3, Xbox 360 und für die Wii U erschien. Das Spiel wurde von Ubisoft entwickelt und veröffentlicht.
Wie die Vorgänger ist Blacklist ein Stealth-Shooter. Der Spieler übernimmt erneut die Rolle des amerikanischen Agenten Sam Fisher. In diesem Titel ist Fisher Leiter einer neu gegründeten und streng geheimen Einheit namens 4th Echelon. Mit Hilfe dieser muss er eine Gruppe von Terroristen namens „The Engineers“, die den USA durch die „Blacklist“ ein Ultimatum stellen und stetig gravierendere Terroranschläge durchführen, um jeden Preis stoppen, bevor der Blacklist-Countdown Null erreicht.

## Spielprinzip
Splinter Cell: Blacklist ist ein Shooter, bei dem es allerdings weniger auf das bloße Ausschalten von Gegnern ankommt, als vielmehr auf unauffälliges Bewegen. So sind eine Vielzahl von Kämpfen vermeidbar, wenn der Spieler sich geschickt versteckt und sich möglichst lautlos bewegt.
Der Spieler wird in der Rolle des amerikanischen Agenten Sam Fisher im Rahmen der Kampagne in verschiedene Einsatzgebiete entsandt, in denen er bestimmte Einsatzziele zu erledigen hat. Häufige Ziele sind das Äbhören von Gesprächen, das Ausschalten einzelner Personen oder das Sabotieren von Einrichtungen.
Das Spiel beinhaltet einige Änderungen am bisher bekannten Spielprinzip. Ein neu eingeführtes Element ist die Mark & Execute-Funktion, die es dem Spieler erlaubt, mehrere Gegner als solche zu markieren und sie per Klick auszuschalten, ohne jeden einzelnen Gegner mit der Maus anvisieren zu müssen. Weitere Neuerungen sind Verhöre in Echtzeit, die Möglichkeit, Gegenstände in der Umgebung als Waffen oder Ablenkungen zu verwenden. Einige alte, aus den Vorgängern bekannte Elemente, wurden entfernt, so etwa das kombinierte Nacht- und Wärmesichtgerät und der Lichtsensor.

## Handlung
Nachdem die Andersen Air Force Base angegriffen wurde, bekennt sich eine Terroristengruppe namens „Die Engineers“ zu dem Anschlag. Nach diesem Anschlag soll laut dem Bekennervideo alle sieben Tage ein weiterer folgen, bis ihre Forderung, der Abzug aller US-Truppen aus sämtlichen Einsatzgebieten, erfüllt wird. Alle diese Anschläge sind Teil der sogenannten „Blacklist“ und jeder Anschlag hat einen Namen, welcher das jeweilige Ziel andeutet: Amerikas Konsum, Amerikas Freiheit, Amerikas Benzin, Amerikas Blut und Amerikas Staub. Um diese Angriffe effektiv bekämpfen zu können, wird Fourth Echelon (4E) ins Leben gerufen. Sam Fisher wird von der Präsidentin zum Anführer der Einheit ernannt. Weitere Mitglieder des Teams sind Anna "Grim" Grimsdottir, Charlie Cole und Isaac Briggs. Als Operationsbasis nutzt Fourth Echelon ein modifiziertes Transportflugzeug, die „Paladin“.
Im Verlauf der Handlung stellt sich heraus, dass das angebliche Ziel der Engineers, alle US-Truppen zum Abzug zu bewegen, nur ein Vorwand war, um ihre wahre Absicht zu verschleiern. Der Angriff auf die Air Force Base auf Guam hatte es nämlich zum Ziel Zugriffscodes für die "Bunkeranlage F" in Denver zu beschaffen und die Blacklist-Angriffe als solches hatten es zum Ziel eine Direktive auszulösen, nach der der Führungsstab der USA in Sicherheit und sämtliche Geheimdokumente in "Bunkeranlage F" gesichert werden sollten. Um eine falsche Fährte zu legen, lassen die Engineers Informationen zurück, die Dallas als nächstes Anschlagsziel nahelegen. Beim jüngsten Anschlag, "Amerikas Benzin", gelingt es Sam einen Anführer der Engineers zu verhören und erfährt, dass nicht Dallas, sondern Denver das nächste Ziel der Engineers ist.
Nach Auslösung der Direktive wird der Bunker von den Engineers eingenommen. In Denver angekommen dringen Sam und Briggs getrennt in den Bunker ein und Briggs wird später gefangen genommen. Um den Zugriff auf die Geheiminformationen zu erhalten, wird der Verteidigungsminister von den Engineers gefoltert. Nachdem ihm zunächst ein Finger und später auch die Hand amputiert wird, willigt er ein, den Terroristen den Zugriff auf die Daten zu gewähren. Um zu verhindern, dass die Terroristen an die Daten gelangen, tötet Briggs, nach den Rechten der Fifth Freedom, den Verteidigungsminister. Als sein Plan gescheitert war, versucht Majid Sadiq, der Anführer der Engineers, mithilfe der Geiseln aus der Anlage zu fliehen. Im letzten Gefecht zwischen Sam und Sadiq kann Sam dieses für sich entscheiden und Sadiq wird gefangen genommen, offiziell jedoch für tot erklärt. Da Sadiq zwar der Anführer war, aber insgesamt zwölf Nationen hinter den Engineers stehen, steht „Amerikas Staub“ immer noch aus.

## Entwicklungsgeschichte

### Entwicklung
Am 4. Juni 2012 kündigte der Entwickler Ubisoft auf der E3 offiziell den neuesten Teil der Spielreihe mit dem Titel Splinter Cell: Blacklist an.
Splinter Cell: Blacklist verwendet in der Windows-Fassung die von Nvidia-Grafiktechniker Louis Bavoil entwickelte Grafiktechnik HBAO+, eine Weiterentwicklung der Horizon Based Ambient Occlusion, die für die Berechnung realistischer Schattenwürfe von Objekten genutzt wird und der Darstellung zu größerer optischer Tiefe verhilft. Außerdem wurden mit FXAA, MSAA, SSAA und TXAA sämtliche relevanten Kantenglättungsmodi integriert.

### Veröffentlichung
Ursprünglich war der Release des Spiels für März 2013 angesetzt, letztendlich wurde er auf 22. August 2013 verschoben. Das Spiel wurde für Windows, PlayStation 3, Xbox 360 und Wii U veröffentlicht.

## Rezeption
Blacklist erhielt positive Kritiken. Die Webseite Metacritic errechnete, abgesehen von der Wii-U-Version mit 75 Punkten, für die einzelnen Versionen Wertungsdurchschnitte zwischen 82 und 84 von 100 Punkten.